# 中国左翼戏剧家联盟
中国左翼戏剧家联盟（简称“剧联”）是中华民国一个由中共“中央文化工作委员会”(简称“文委”)领导下的秘密的戏剧文化团体。剧联是“中国左翼文化界总同盟”的团体成员。

## 历史
1930年3月19日，“上海戏剧运动联合会”在上海建立，它包括：辛酉剧社、戏剧协社、南国社、上海艺术剧社、摩登社、艺术供应社等。上海艺术剧社、南国社等社团后来被国民政府查封。
1930年8月23日，为了团结一致和国民政府抗争，戏剧界人士联合起来，把上海戏剧运动联合会改组成“中国左翼戏剧家联盟”并成立了党团。1931年1月召集盟员举行正式成立大会。
1936年，剧联解散。

## 活动
1931年9月召开盟员大会，通过了《中国左翼戏剧家联盟最近行动纲领》是中国左翼戏剧家联盟的指导思想，它鼓励戏剧家在中国国民党统治的地区表演戏剧，号召工人运动和学生运动。

## 组织架构

### 剧联党团
- 党团书记
  - 杨邨人：1930年秋至1931年7月
  - 刘保罗：1931年7月至1932年2月赴杭州筹建剧联杭州分盟，1932年7月被捕。
  - 田汉：1932年2月入党，任文委委员兼任剧联党团书记至1932年7月。
  - 赵铭彝：1932年7月至1935年4月被捕。
  - 萧之亮、石凌鹤短暂过渡。
  - 于伶：1935年4月至1935年冬
- 党团组织
  - 赵铭彝
  - 叶青：至1933年秋
  - 于伶：1933年秋至1934年4月
  - 萧之亮：1934年4月至。
- 党团宣传
  - 侯鲁史
  - 张庚：1934年7、8月入党后开始任剧联宣传委员。编写剧联机关刊物：《生活知识》《新知识》《新学识》等。
- 党团成员
  - 杨邨人：1931年1月加入党团。
  - 赵铭彝：1931年1月加入党团。
  - 侯鲁史：1931年1月加入党团。
  - 沈叶沉（沈西苓）：1931年1月加入党团。
  - 谢兆华：1931年1月加入党团。
  - 曹正：1931年1月加入党团。
  - 司徒慧敏：
  - 刘保罗：
  - 田汉：
  - 章泯：1932年7月加入党团。
  - 于伶：1933年1月加入党团。
  - 张庚：1934年7、8月加入党团。
  - 萧之亮
  - 金山
  - 陈荒煤

### 剧联执行委员会
执行委员会由剧联盟员大会选举产生。执行委员会再选举产生常委会。
- 第一届执行委员会
  - 总务（执委会书记）刘保罗：1931年1月至1931年7月
  - 组织赵铭彝
  - 宣传郑君里：非党员，旋即辞职。

田汉从1932年7月起一直担任执委会书记，联系各地的剧团。
执行委员会下设
- 工人演出委员会
- 影评小组：成立于1932年7月，是一个群众组织。接受“文委电影小组”领导。
- 音乐小组：成立于1933年8月，1934年解散。主要是为电影、戏剧谱写歌曲。
- 剧作小组：成立于1934年7、8月间。

### 各地分盟
- 剧联北平分盟
- 剧联杭州分盟
- 剧联南京分盟：磨风艺社。